# Euprint
Euprint is een muziekuitgeverij met hoofdzetel in Heverlee. De in 1989 opgerichte muziekuitgeverij is een van de grootste van het land op gebied van koormuziek. Verder geeft Euprint ook instrumentale muziek, muziekpedagogische boeken en cd's uit.
In de catalogus zitten werken van zowel hedendaagse als 20e-eeuwse en oudere componisten, voornamelijk van eigen bodem:
- Kurt Bikkembergs (*1963)
- Jules Van Nuffel (1883-1953)
- Koen Vits (*1989)
- Edgar Tinel (1854-1912)
- Jan Van der Roost (*1956)
- Ludo Claesen (*1956)
- Raymond Schroyens (*1933)
- Paul Schollaert (*1940)
- Jan Coeck (*1950)
- Bert Appermont (*1973)
- Jef Tinel (1885-1972)
- Roland Coryn (*1938)
- Arthur Meulemans (1884-1966)
- August De Boeck (1865-1937)
- Ivo Mortelmans (1901-1984)
- Emile Wambach (1854-1924)
- Jules Vyverman (1900-1989)
- Jean Lambrechts (*1936)
- Geert Malisse (*1955)
- Jan Van Landeghem (*1954)
- Hans Aerts (*1958)
- Hans Helsen (*1989)
- Luc Bataillie (*1958)
- Jeroen D'hoe (*1968)
- Sebastiaan Van Steenberge (*1974)
- Maarten Van Ingelgem (*1976)